# Андамани и Никобари
Андамани и Никобари су једна од седам индијских савезних територија, смештена у Индијском океану, у јужном делу Бенгалског залива. Укупна копнена површина Андамана и Никобара износи отприлике 8249 км².
Састоји се од две групе острва — Андаманских и Никобарских, која раздвајају Андаманско море од источног дела Бенгалског залива. Налазе се 1255 км југоисточно од Калкуте и 1190 км источно од Мадраса. Група острва се пружа од 6°45' до 13°41' С географске ширине, а приближно прати 93° степен И географске дужине. Налази се западно од Тајланда и северозападно од Суматре. Острва дели паралела 10 °CГШ, са тиме да су Андамани северно, а Никобари јужно од ње. Одвојени су „Ten Degree Channelom“. Андаманско море са „Nord-Preparis-Kanalom“ раздваја их на истоку од Мјанмара. Главни град територије је андамански град Порт Блер.
На подручју територије је према последњем попису становништва Индије из 2001. године живело 356.152 становника.